# Langona hongkong
Langona hongkong là một loài nhện trong họ Salticidae.
Loài này thuộc chi Langona. Langona hongkong được Da-xiang Song et al miêu tả năm 1997..